# L'oda infinita
L'oda infinita és un dels poemes més importants del poeta Joan Maragall (1860-1911). Va ser publicada al núm. 187 de La Ilustració Catalana, el 30 d'abril de 1888. És el pròleg de l'obra "Poesies", publicada el 1895. Es considera que és la primera gran obra publicada de Maragall, tot i que el seu primer poema publicat va ser el jovenívol "Òptica", que va aparèixer al periòdic Lo Nunci el 22 de setembre de 1878.
Joan Maragall hi exposà les claus de la seva teoria poètica.

## Font
- Facsímil de l'edició "Poesia" (1891)[Enllaç no actiu] que els seus amics li varen regalar per la seva boda.